# Kofi Annan
Kofi Atta Annan GColL (Cumasi, 8 de abril de 1938 – Berna, 18 de agosto de 2018) foi um diplomata ganês. Foi, entre 1 de janeiro de 1997 e 31 de dezembro de 2006, o sétimo secretário-geral da Organização das Nações Unidas, tendo sido laureado com o Nobel da Paz em 2001. Annan e as Nações Unidas foram correceptores do Prêmio Nobel da Paz de 2001 pela criação do Fundo Global de Luta contra Aids, Tuberculose e Malária para ajudar países em desenvolvimento em seus esforços para cuidar de seu povo.

## Infância e educação
Kofi Annan nasceu no distrito de Kofandros de Cumasi, Gana — a qual era, na época, colônia britânica da Costa do Ouro. Ele foi irmão gêmeo, o que dá uma posição de respeito na cultura de Gana. Sua irmã gêmea, Efua Atta, que morreu em 1991, compartilhava seu nome do meio Atta, que em fanti e acã significa justamente gêmeo. Annan e sua irmã nasceram em uma das famílias aristocráticas de seu país; tanto seus avós e seu tio eram chefes tribais.
Na tradição antroponímica de acã, algumas crianças são nomeadas de acordo com o dia da semana em que nasceram, e/ou em relação a quantas crianças as precederam. Kofi em acã é o nome que corresponde a sexta-feira.
De 1954 a 1957, Annan frequentou o colégio elitista Mfantsipim, um internato metodista em Cape Coast fundado na década de 1870. Annan disse que o colégio o ensinou "que o sofrimento em qualquer lugar preocupa pessoas em todo lugar". Em 1957, o ano em que Annan graduou-se em Mfantsipim, Gana tornou-se independente do Reino Unido.
Em 1958, Annan começou a estudar economia na Faculdade de Ciência e Tecnologia de Cumasi, atual Universidade Kwame Nkrumah de Ciência e Tecnologia de Gana. Ele recebeu uma doação da Fundação Ford, possibilitando-o completar seus estudos de graduação no Macalester College em St. Paul, Minnesota, Estados Unidos, em 1961. Annan, em seguida, fez uma licenciatura em Relações Internacionais no Graduate Institute of International and Development Studies em Genebra, Suíça, de 1961 a 1962. Após alguns anos de experiência de trabalho, ele estudou no MIT Sloan School of Management (1971–72) no programa Sloan Fellows e obteve o diploma de Master of Science (M.S.).
Annan era fluente em inglês, francês, kru, outros dialetos de acã, e outras línguas africanas.

## Início de carreira
Em 1962, Kofi Annan começou a trabalhar como Diretor de Orçamento para a Organização Mundial da Saúde, uma agência das Nações Unidas (NU). De 1974 a 1976, ele trabalhou como Diretor de Turismo em Gana. No final dos anos 1980, Annan voltou a trabalhar para as Nações Unidas, onde foi nomeado secretário-geral Adjunto em três posições consecutivas: Gestão dos Recursos Humanos e Coordenador para as Medidas de Segurança do Sistema das Nações Unidas (1987–1990); Subsecretário-Geral para Planeamento de Programas, Orçamento e Finanças e de Controlador (1990–1992); e Operações de Manutenção da Paz (março de 1993 – dezembro de 1996).
O Genocídio em Ruanda ocorreu em 1994 enquanto Annan dirigia a Operações de Manutenção da Paz. Em 2003 o ex-general canadense Roméo Dallaire, que foi comandante da força da Missão de Assistência das Nações Unidas para Ruanda, afirmou que Annan foi excessivamente passivo em sua resposta ao genocídio iminente. Em seu livro Shake Hands with the Devil: The Failure of Humanity in Rwanda (2003), o General Dallaire declarou que Annan reteve as tropas da NU de intervir para resolver o conflito, e de fornecer mais apoio material e logístico. Dallaire afirmou que Annan falhou em fornecer respostas aos seus repetidos faxes pedindo acesso a um depósito de armas; tais armas poderiam ter ajudado Dallaire a defender os quase extintos Tutsis. Em 2004, dez anos depois do genocídio em que um número estimado de 800 000 pessoas foram assassinadas, Annan disse, "Eu poderia e deveria ter feito mais para soar o alarme e reunir apoio".
Annan serviu como subsecretário-geral desde março de 1994 a outubro de 1995. Ele foi nomeado Representante Especial do Secretário-Geral para a ex-Iugoslávia, servindo por cinco meses antes de retornar às suas funções como subsecretário-geral em abril de 1996.

## Secretário-geral das Nações Unidas (1997-2006)

### Nomeação
Em 13 de dezembro de 1996, o Conselho de Segurança das Nações Unidas recomendou Annan para substituir o secretário-geral anterior, Boutros Boutros-Ghali do Egito, cujo segundo mandato enfrentou o veto dos Estados Unidos. Confirmado quatro dias depois pelo voto da Assembleia Geral, ele começou seu primeiro mandato como secretário-geral em 1 de janeiro de 1997.

### Atividades

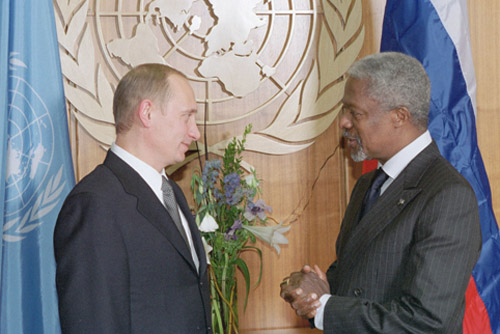
Annan com o Presidente da Rússia Vladimir Putin na Sede da Organização das Nações Unidas em Nova Iorque em 16 de novembro de 2001.

Em abril de 2001, Annan divulgou um "Apelo à Ação" com cinco pontos com o objetivo de vencer a pandemia de HIV/AIDS. Classificando-a como "prioridade pessoal", Annan propôs a criação de um Fundo Global de Luta contra Aids, Tuberculose e Malária para estimular o aumento dos gastos internacionais necessários para ajudar os países em desenvolvimento a confrontarem a crise. Em 10 de dezembro de 2001, Annan e as Nações Unidas foram juntamente premiados com o Prêmio Nobel da Paz, "por seu trabalho por um mundo melhor organizado e mais pacífico".
Durante a preparação para a invasão do Iraque em 2003, Annan inquiriu os Estados Unidos e o Reino Unido a não invadir sem o apoio das Nações Unidas. Em setembro de 2004, em uma entrevista para a BBC, quando questionado sobre a autoridade legal da invasão, Annan disse que ele acreditava que não estava em conformidade com a CHARTER das NU e era ilegal.
Annan e o presidente iraniano Mahmoud Ahmadinejad discordaram fortemente sobre o programa nuclear do Irã, em uma exibição de cartoons iraniana que zombava do Holocausto, e em seguida na Conferência Internacional para Rever a Visão Global do Holocausto, uma conferência iraniana de negação do Holocausto em 2006. Durante visita ao Irã, instigada pela questão do enriquecimento de urânio, Annan disse: "Eu penso que a tragédia do Holocausto é um fato histórico inegável e nós deveríamos realmente aceitar aquele fato e ensinar as pessoas o que aconteceu na Segunda Guerra Mundial e garantir que isso nunca se repita.".
Annan amparou enviando uma missão de paz das NU para Darfur, Sudão. Ele trabalhou com o governo do Sudão para aceitar uma transferência de poder da missão de paz da União Africana para uma das NU. Annan também trabalhou com inúmeros países árabes e muçulmanos sobre os direitos da mulher e outros tópicos.
No início de 1998, Annan convocou um "convened an annual UN "Security Council Retreat" com os 15 Estados representantes do Conselho. Foi realizada no Centro de Conferência Rockefeller Brothers Fund (RBF), e foi patrocinada tanto pela RBF quanto pelas Nações Unidas.

#### A investigação de assédio sexual de Ruud Lubbers
Em junho de 2004, Annan recebeu uma cópia do relatório do Escritório de Serviços de Supervisão Interna (ESSI) sobre a queixa apresentada por quatro mulheres contra Ruud Lubbers, do Alto Comissariado das Nações Unidas para os Refugiados, por assédio sexual, abuso de autoridade e retaliação. O relatório também analisou alegações de assédio sexual e conduta imprópria de um membro da equipe contra Werner Blatter, diretor da ACNUR. A investigação decidiu que Lubbers era culpado de assédio sexual; nenhuma menção pública foi feita do outro processo contra um alto funcionário, ou duas queixas subsequentes, arquivadas no final daquele ano. No curso da investigação oficial, Lubbers escreveu uma carta que alguns consideram ter sido uma ameaça às trabalhadoras que haviam feito as acusações. Em 15 de julho de 2004, Annan absolveu Lubbers das acusações, dizendo que elas não eram legalmente substanciais o bastante. Sua decisão se manteve até novembro de 2004. Quando o ESSI publicou seu relatório anual à Assembleia Geral da ONU, foi relatado que Lubbers foi considerado culpado de assédio sexual. Estes eventos foram amplamente divulgados e enfraqueceram a influência de Annan.
Em 17 de novembro de 2004, Annan aceitou um relatório do ESSI absolvendo Dileep Nair, subsecretário-geral dos Serviços de Supervisão Interna, das acusações de corrupção política e assédio sexual. Alguns funcionários da ONU em Nova York discordaram desta conclusão, levando à extensão do debate até 19 de novembro.
O relatório interno do ESSI sobre Lubbers vazou e partes dele acompanhada por um artigo de Kate Holt foram publicadas em um jornal britânico. Em fevereiro de 2005, ele renunciou ao cargo de chefe da agência de refugiados da ONU. Lubbers disse que queria aliviar a pressão política sobre Annan.

#### O escândalo Petróleo por Alimentos
Em dezembro de 2004, surgiram relatos de que o filho do secretário-geral, Kojo Annan, recebia pagamentos da companhia suíça Cotecna Inspection SA, que havia feito um contrato lucrativo com a ONU através do Programa Petróleo por Alimentos. Kofi Annan pediu uma investigação para analisar as alegações.
Annan nomeou a Comissão Internacional Independente de Inquérito, que era chefiada pelo ex-presidente da Reserva Federal dos EUA, Paul Volcker, então diretor da Associação das Nações Unidas dos EUA. Em sua primeira entrevista com a Comissão de Inquérito, Annan negou ter tido uma reunião com a companhia Cotecna. Mais tarde, no inquérito, ele lembrou que havia se reunido com o diretor-executivo da Cotecna, Elie-Georges Massey, duas vezes. Em um relatório final emitido em 27 de outubro, a comissão não encontrou provas suficientes para indiciar Kofi Annan sobre quaisquer ações ilegais, mas encontrara falha em Benan Sevan, um cipriota que havia trabalhado para a ONU por cerca de 40 anos. Nomeado por Annan para o cargo no programa Óleo-por-Comida, Sevan, repetidamente, pediu a iraquianos por alocações de petróleo para a African Middle East Petroleum Company. O comportamento de Sevan foi "eticamente impróprio", Volcker disse a repórteres. Sevan negou reiteradamente as acusações e alegou que estavam fazendo dele um "bode expiatório". O relatório Volcker foi altamente crítico em relação à estrutura de gestão da ONU e à supervisão do Conselho de Segurança. O relatório recomendava veementemente que fosse estabelecida uma nova posição de Chief Operating Officer (COO), para lidar com as responsabilidades fiscal e administrativa que estavam sob o poder do gabinete do secretário-geral. O relatório listou as companhias, tanto ocidentais quanto do Oriente Médio, que se beneficiaram ilegalmente do programa.

### Relações entre os Estados Unidos e as Nações Unidas
Kofi Annan apoiou seu secretário-geral adjunto, Mark Malloch Brown, que criticou abertamente os Estados Unidos em um discurso em 6 de junho de 2006: 
"A prática vigente de tentar usar a ONU, quase sub-repticiamente, como ferramenta diplomática e, ao mesmo tempo, eximir-se de apoiá-la contra seus críticos internos é simplesmente insustentável. Vocês vão perder a ONU de um jeito ou de outro. [...] Grande parte do discurso público que atinge o coração dos EUA tem sido deixada nas mãos dos seus [da ONU] detratores mais ruidosos, como Rush Limbaugh e a Fox News. Isso é o que eu quero dizer com diplomacia "sub-reptícia": o papel da ONU é praticamente secreto na América Central, enquanto é realçado no Oriente Médio e em outras partes do mundo."
Malloch disse mais tarde que sua declaração havia sido uma "crítica sincera e construtiva de um amigo e admirador à política dos EUA em relação à ONU."
O discurso foi incomum porque violou a política não oficial de altos funcionários não criticarem publicamente os países membros. O embaixador interino dos EUA, John R. Bolton, nomeado pelo presidente George W. Bush, teria dito a Annan, pelo telefone: "Eu conheço você desde 1989 e estou lhe dizendo que este foi o pior erro de um alto funcionário da ONU que eu já vi em todo esse tempo".
Observadores de outros países endossaram a opinião de Malloch, de que políticos conservadores dos EUA impediam muitos cidadãos de compreender os benefícios do engajamento dos EUA com a ONU. Depois de não conseguir receber a confirmação do Senado para assumir, em caráter permanente, o cargo de embaixador dos EUA na ONU, Bolton foi trabalhar na Fox News.

### Resolução n º 61/225: Dia Mundial do Combate ao Diabetes
Kofi Annan testemunhou a promulgação da Resolução 61/225 pela Assembleia Geral das Nações Unidas para estabelecer o Dia Mundial do Combate ao Diabetes. A Resolução foi a segunda Resolução da Assembleia Geral da ONU sobre uma questão relacionada à saúde (a outra sendo sobre HIV/AIDS). A Resolução 61/225 é a única questão sobre saúde a ser aprovada por consenso pela ONU. Patrocinada pela República da África do Sul e por Bangladesh, a Resolução foi aprovada em 20 de dezembro de 2006.

### Cartas de despedida
Em 19 de setembro de 2006, Annan fez um discurso de despedida aos líderes mundiais reunidos na sede da ONU em Nova York, em antecipação de sua aposentadoria em 31 de dezembro. No discurso ele destacou três grandes problemas de "uma economia mundial injusta, a desordem mundial e o desprezo generalizado pelos direitos humanos e do Estado de Direito", que ele acredita "não ter resolvido, mas aguçado" durante seu tempo como secretário-geral. Ele também apontou a violência na África, e o conflito árabe-israelense como duas grandes questões que justificam atenção.
Em 11 de dezembro de 2006, em seu discurso final como secretário-geral, entregue na Biblioteca e Museu Presidencial Harry S. Truman em Independence, Missouri, Annan lembrou a liderança de Truman's na fundação da Organização das Nações Unidas. Ele pediu aos Estados Unidos para voltarem à políticas externas multilateralistas do Presidente Truman, e a seguir a doutrina Truman que diz que "a responsabilidade dos grandes Estados é servir e não dominar os povos do mundo". Ele também disse que os Estados Unidos devem manter seu compromisso com os direitos humanos, "inclusive na luta contra o terrorismo".

## Recomendações para a reforma da ONU
Logo após assumir o cargo em 1997, Annan lançou dois relatórios sobre uma reforma na gestão. Em 17 de março de 1997, O relatório "Gestão Organizacional e Medidas" (A/51/829) introduziu novos mecanismos de gestão através da criação de um órgão do gabinete para ajudá-lo e para agrupar atividades da ONU, de acordo com quatro missões principais. A agenda de reformas abrangente foi emitida em 14 de julho de 1997, intitulado "Renovar as Nações Unidas: um programa para a Reforma" (A/51/950). As principais propostas incluíram a introdução de gestão estratégica para fortalecer a unidade de propósito, a criação do cargo de secretário-geral adjunto, uma redução de 10 por cento nas postagens, uma redução dos custos administrativos, a consolidação da ONU a nível de país, e alcançar a sociedade civil e o setor privado como parceiros. Annan também propôs a realização da Cúpula do Milênio em 2000.
Depois de anos de pesquisa, Annan apresentou o relatório de progresso, In Larger Freedom, para a Assembleia Geral da ONU em 21 de março de 2005. Annan recomendou a expansão do Conselho de Segurança e uma série de outras reformas na ONU.
Em 31 de janeiro de 2006, Kofi Annan esboçou sua visão de uma reforma extensa e abrangente da ONU em um discurso político para a Associação das Nações Unidas no Reino Unido. O discurso, proferido no Westminster Central Hall, também marcou o 60.º aniversário das primeiras reuniões da Assembleia Geral da ONU e do Conselho de Segurança da ONU.
Em 7 de março de 2006, ele apresentou à Assembleia Geral suas propostas para uma revisão fundamental do Secretariado das Nações Unidas. O relatório da reforma é intitulado: Investindo nas Nações Unidas, Para uma Organização Mundial Mais Forte.
Em 30 de março de 2006, ele apresentou à Assembleia Geral suas análises e recomendações para a atualização de todo o programa de trabalho do Secretariado das Nações Unidas nos últimos 60 anos. O relatório é intitulado: Obrigatoriedade e Entrega: Análises e Recomendações para Facilitar a Revista dos Mandatos.

## Carreira após a ONU
Após seu regresso a Gana, Annan foi imediatamente apontado como candidato para se tornar o próximo presidente do país.
Ele envolveu-se com inúmeras organizações com foco tanto global quanto africano. Em 2007, Annan foi nomeado presidente do comitê de premiação do Mo Ibrahim Prize for Achievement in African Leadership, foi escolhido para liderar a nova formação da Aliança para a Revolução Verde em África (AGRA) , tornou-se membro do Global Elders, foi designado presidente do Fórum Humanitário Global em Genebra, e foi selecionado para o prêmio da Fundação MacArthur por Justiça Internacional.
No começo de 2008, como chefe do Painel de Personalidades Africanas Ilustres, Annan participou de negociações para o fim da agitação civil no Quênia. Ele ameaçou abandonar as negociações como mediador, se uma decisão rápida não foi feita. Em 26 de fevereiro de 2008 ele suspendeu as negociações para acabar com a violência da crise pós-eleição do Quênia. Em 28 de fevereiro, Annan conseguiu que o presidente Mwai Kibaki e Raila Odinga assinassem um acordo de coalizão de governo e foi amplamente elogiado por muitos quenianos por esta conquista histórica. Este foi o melhor negócio realizado até então, sob os esforços de mediação.
Annan foi membro do Club de Madrid. Annan atualmente faz parte do conselho de administração da Fundação das Nações Unidas, uma instituição pública de caridade criada em 1998 com a histórica doação de 1 bilhão de dólares americanos feita pelo empresário e filantropo Ted Turner para apoiar causas da ONU. A Fundação das Nações Unidas constrói e implementa parcerias público-privadas para resolver a maioria dos problemas do mundo e amplia o apoio à ONU.
Annan foi membro do Painel de Progresso da África (APP), uma autoridade independente na África lançado em abril de 2007 para concentrar a atenção dos líderes mundiais no fornecimento de seus compromissos com o continente. O Painel lançou um importante relatório em Londres na segunda-feira 16 de junho de 2008 intitulado Desenvolvimento da África: Promessas e Prospectos.
Kofi Annan foi nomeado o chanceler da Universidade de Gana em 2008.
Annan se inscreveu para ser um dos conselheiros da Um Mundo Jovem, uma organização sem fins lucrativos que pretende reunir 1500 jovens líderes globais do amanhã de todos os países do mundo.
Em maio de 2009 a Universidade Columbia anunciou que Annan iria se juntar a um novo programa que será lançado pelo decano John Coatsworth da School of International and Public Affairs como um dos primeiros grupos do Global Fellows. O programa Global Fellows vai agrupar alunos com profissionais globais para compartilhar em primeira mão o conhecimento de experiências na vida de uma figura pública ou internacional. Ele também é membro da Comissão sobre o Pensamento Global, nomeado pela Universidade.
Em 2 de setembro de 2009, Annan foi revelado como o primeiro professor Li Ka Shing no Lee Kuan Yew School of Public Policy do National University of Singapore (NUS). O anúncio foi feito durante as celebrações do quinto aniversário da escola.
Em 7 de outubro de 2010, Annan foi nomeado para o Conselho de Administração do Centro Global para o Pluralismo, Novo centro internacional de pesquisa e educação do Canadá dedicado ao estudo e prática do pluralismo por todo o mundo. O Centro Global para o Pluralismo é uma iniciativa de Sua Alteza Aga Khan em parceria com o governo do Canadá. O Centro é localizado na capital do país, Ottawa. Dedicado à criação de sociedades bem-sucedidas, o Centro está fundado na premissa de que a abertura, tolerância, e compreensão para com as culturas, estruturas sociais, valores e crenças de outras pessoas são essenciais para a própria sobrevivência de um mundo interdependente. Pluralismo não é mais simplesmente tino ou um pré-requisito para progresso e desenvolvimento.

### Casamento
Kofi Annan se casou duas vezes. Sua primeira esposa foi a nigeriana Titi Alakija. Eles tiveram dois filhos, Kojo e Ama. Foi também casado com a advogada e artista sueca Nane Maria Annan, que tem uma filha, Nina, de seu casamento anterior.

## Morte
Annan morreu em 18 de agosto de 2018 num hospital de Berna na Suíça. As causas da morte não foram reveladas. A morte de Annan teve repercussão imediata na mídia mundial, com inúmeros líderes de estado do mundo todo lamentando o falecimento de Annan.

## Honras e prêmios

### Honras
- 2000: Companhia da Ordem da Estrela de Gana
- 2001: Grã-Cruz com Colar da Ordem da Estrela da Romênia
- 11 de outubro de 2005: Grande-Colar da Ordem da Liberdade (Portugal)
- 2006: Cavaleiro da Grã-Cruz da Ordem do Leão Holandês
- 2007: Grã-Decoração de Honra em Ouro com Faixa pro Serviços Prestados à República da Áustria
- 2007: Cavaleiro Honorário da Grã-Cruz da Ordem de São Miguel e São Jorge (GCMG) pela Rainha Elizabeth II (UK)
- 2008: Grã-Cruz de 1ª classe da Ordem de mérito federal da Alemanha

### Prêmios
- 2000: Kora All Africa Music Awards na categoria Obra da Vida
- 2001: Fundação Nobel, o Prêmio Nobel da Paz, oferecido conjuntamente a Kofi Annan e às Nações Unidas
- 2002: ganhador do "Profiles in Courage Award", dado pelo JFK Memorial Museum
- 2003: Membro Honorário Estrangeiro da Academia de Artes e Ciências dos Estados Unidos
- 2006: Prêmio Internacional da Ordem de Cultura, Ciência e Educação da Academia Europeia de Informatização, Bélgica
- 2006: Inter Press Service, International Achievement Award pelas contribuições duradouras de Kofi Annan à paz, segurança e desenvolvimento
- 2006: Prêmio Olof Palme
- 2007: Wooden Crossbow, prêmio especial do Fórum Econômico Mundial da Suíça
- 2007: Prêmio People in Europe de Verlagsgruppe Passau
- Fundação MacArthur, Prêmio MacArthur por Justiça Internacional
- 2007: Prêmio Norte-Sul do Conselho da Europa
- 2008: Prêmio Paz de Westphalia
- 2008: Prêmio de Honras da Universidade Harvard
- 2008: Prêmio Gottlieb Duttweiler
- 2008: Prêmio Paz de Westphalia – Münster (Westfalen)
- 2008: Open Society Award – CEU Business School Budapest

### Títulos honoríficos
- Kwame Nkrumah University of Science and Technology, (Cumasi), Doutor Honorário em Ciências, 24 de agosto de 1998
- United Nations Mandated University for Peace, Presidente Honorário, 1999
- Universidade de Lund, Doutor em Direito Honorário, 1999
- Universidade Nacional da Irlanda, Doutor em Direito, 22 de janeiro de 1999
- Universidade Técnica de Dresden, doctor honoris causa, 27 de abril de 1999
- Howard University, doutorado honorário de letras humanas, 8 de maio de 1999
- Universidade Notre Dame, Doutor em Letras, honoris causa, 21 de maio de 2000
- Seton Hall University, John C. Whitehead School of Diplomacy and International Relations, Doutorado Honorário, fevereiro de 2001
- Universidade Brown, Doutor em Direito, honoris causa, 28 de maio de 2001
- Liberty Medal International Selection Commission, Liberty Medal, 4 de julho de 2001
- Universidade Livre de Berlim, doctor honoris causa, 13 de julho de 2001
- Universidade de Tilburg, Doutorado Honorário, 2002
- Universidade de Alcalá, Doutor Honoris Causa, 9 de abril de 2002
- Universidade Northwestern, Doutor em Direito, 21 de junho de 2002
- Universidade de Pittsburgh, Doutor honorário em Relações Públicas e Internacionais 21 de outubro de 2003
- Universidade de Gante (Bélgica), doctor honoris causa 21 de março de 2003
- Universidade Carleton, Legum Doctor, honoris causa, 9 de março de 2004
- Universidade de Ottawa, Título de Doutor da Universidade, 9 de março de 2004
- Universidade da Pensilvânia, Doutor em Direito, honoris causa, 16 de maio de 2005
- Universidade Nova de Lisboa, doctor honoris causa, 12 de outubro de 2005
- Universidade George Washington, Doutor em Serviço Público, 5 de maio de 2006
- Universidade de Tóquio, Doutorado Honorário, 18 de maio de 2006
- Universidade de Georgetown, Doutor em Letras Humanas, honoris causa, 30 de outubro de 2006
- Universidade de São Galo, Suíça, Max Schmidheiny Foundation Freedom Prize (originalmente concedido em 2003, mas adiado devido à doença de Annan), 18 de novembro de 2006
- Universidade Princeton, Crystal Tiger Award, 28 de novembro de 2006
- King's College de Londres, Doutor em Direito, honoris causa, 28 de maio de 2008

### Biografias, entrevistas e perfis
- Official UN biography
- Nobel Peace Prize biography
- Kofi Annan: Center of the Storm Detailed PBS profile. Includes interactive biography and map of Annan's worldwide travels, among other things. Requires Flash.
- Kofi Annan: Biographical Note Basic biography by Phyllis Bennis of the Global Policy Forum.
- Annan Article in Saga Magazine
- Short Biography at the Africa Progress Panel website

### Artigos
- Ian Williams, The Guardian, 20-9-2005, "Annan has paid his dues: The UN declaration of a right to protect people from their governments is a millennial change"
- Annan, Kofi A. "Lessons from the U.N. leader"The Washington Post, 12-12-2006
- Colum Lynch, The Washington Post, 24-4-2005, "U.N. Chief's Record Comes Under Fire"
- "Oil-for-food memo raises questions for Annan"– CNN

### Discursos
- Statements of Secretary-General Kofi Annan
- Nobel Peace Prize lecture